# Joint Special Operations University

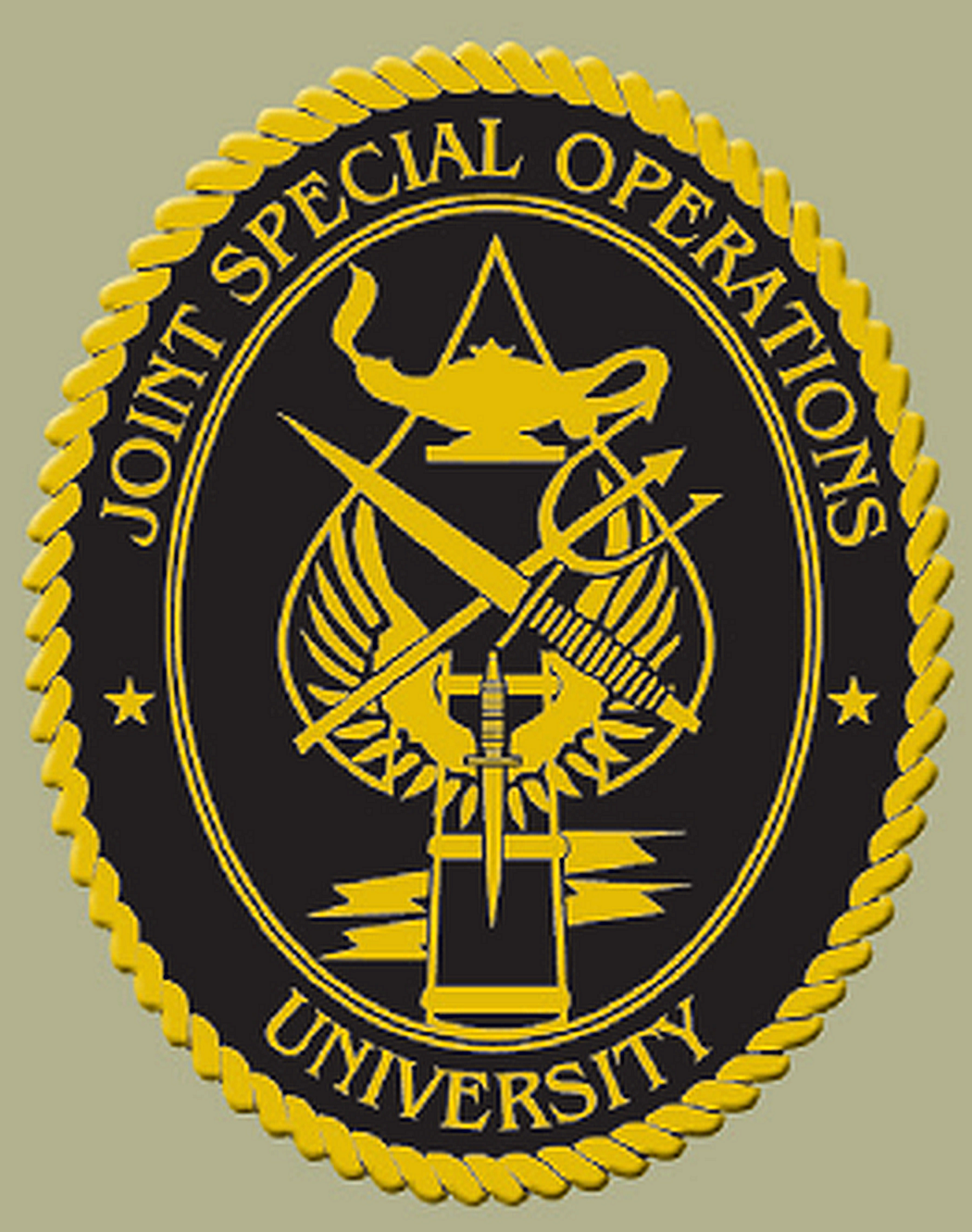
Abzeichen der JSOU

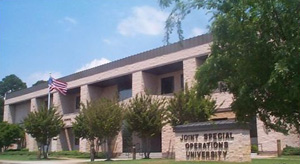
Eingangsbereich der JSOU

Die Joint Special Operations University (JSOU) ist eine teilstreitkräfteübergreifende Militär-Hochschule der US-Streitkräfte mit Sitz in Hurlburt Field, einem Stützpunkt der United States Air Force (USAF) im Okaloosa County im US-Bundesstaat  Florida, nahe der Eglin Air Force Base. Die Universität ist die zentrale höhere Bildungseinrichtung und ein Komponentenkommando (Component Commands) des US Special Operations Command (SOCOM), dem sie truppendienstlich untersteht. Die JSOU wurde im September 2000 gegründet.

## Auftrag
Die JSOU bildet US-Soldaten aller Teilstreitkräfte, Personal ausländischen Militärs und Zivilisten in allen modernen und relevanten Taktiken und Einsatzdoktrinen der Gefechtsführung von Sondereinsatzverbänden aus. Dabei wird ein besonderer Ansatz auf das teilstreitkraftgemeinsame Wirken gelegt. Dabei wird insbesondere auf die interdisziplinären Zusammenhänge der einzelnen Sondereinsatzverbände und der Teilstreitkräfte eingegangen. Die Einrichtung ist Fortbildungsstätte für alle höheren Ränge der Sondereinsatzkräfte (Special Operations Forces) der Vereinigten Staaten und koordiniert den Ausbildungs und Schulungsbetrieb aller ähnlichen Einrichtungen innerhalb des SOCOM. Neben einem Studium vor Ort, bietet die JSOU auch Fernkurse an und unterstützt Spezialeinheiten mit Know-how mittels Videokonferenzen weltweit.

## Lehrinhalte
Die JSOU bietet einzigartigen Aus- und Weiterbildungsmöglichkeiten sowohl als Lehrgang vor Ort, als auch in Kooperation mit anderen Militärschulen, an.
So wird an ihr neben anderen Kursen das 18 Delta Combat Medic Training angeboten, der Sanitäter-Kurs für die Special Forces, US Navy Seals, Air Force Pararescuemen und Hospital Corpsmen, das Advanced training for newly assigned Staff Officers and Senior enlisted men (deutsch „Der Fortgeschrittenenlehrgang für neue Stabsoffiziere und -feldwebel“), Anti-Terror-Kurse für Sondereinsatzkräfte, Beamte ziviler Behörden und Verbündete sowie Kurse für die kulturelle Aspekte sämtlicher möglichen Einsatzgebiete.